# Corynothona
Corynothona là một chi bọ cánh cứng trong họ Chrysomelidae.
Chi này được Bechyne miêu tả khoa học năm 1956.

## Các loài
Chi này gồm các loài:
- Corynothona colombiensis Savini & Hurtado, 2000